# Ectoedemia liechtensteini
Ectoedemia liechtensteini is een vlinder uit de familie dwergmineermotten (Nepticulidae). De wetenschappelijke naam is voor het eerst geldig gepubliceerd in 1944 door Zimmermann.
De soort komt voor in Europa.